# Żelazna Brama

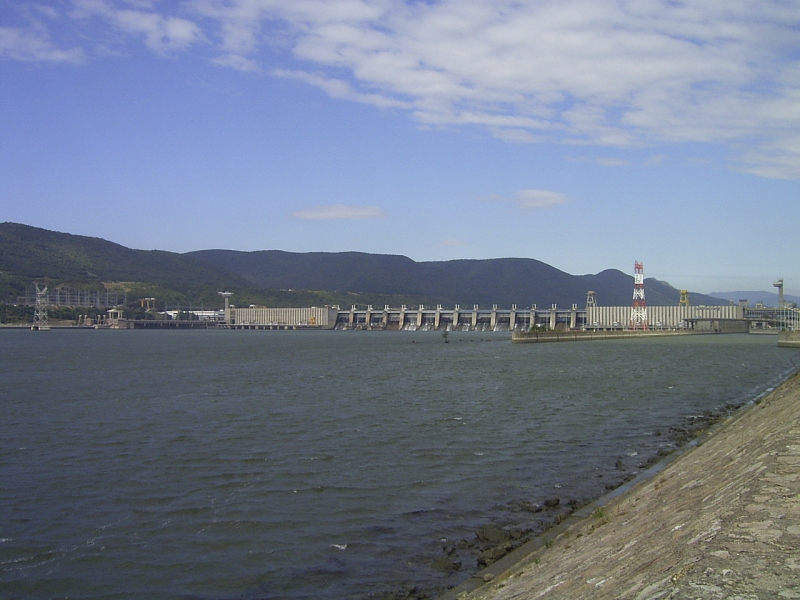
Żelazne Wrota – zapora wodna na Dunaju

Żelazna Brama (inaczej Żelazne Wrota, rum. Porțile de Fier, serb. Đerdapska klisura lub Gvozdena Vrata) – przełomowy odcinek doliny Dunaju, oddzielający Karpaty i Góry Wschodnioserbskie. Stanowi granicę między Rumunią i Serbią. Stanowiły istotny element Traktatu Berlińskiego, który ustanawiał demilitaryzację Dunaju od Żelaznych Wrót do jego ujścia. Dawniej żeglugę poprzez Żelazną Bramę utrudniały progi skalne, wysadzone w latach 1890–1896. W rejonie tym znajduje się zapora wodna ze śluzą i hydroelektrownią.
Konsekwencją powstania zapory stało się wysiedlenie z miejsca dotychczasowego zamieszkania ponad 23 tysięcy okolicznych mieszkańców.